# UGM-73 Poseidon
Il missile UGM-73 Poseidon C-3 era un missile superficie-superficie bistadio a propellente solido, che equipaggiava i sottomarini dell'US Navy classe Lafayette, realizzato a partire dagli anni sessanta del XX secolo. Dotato di gittata media (da 4630 km o superiore a seconda del peso della testata) disponeva di un veicolo di rientro Mark 3 capace di trasportare da 10 a 14 testate MIRV W-68 della potenza di 50 Kt. Esso diede un notevole potenziamento all'arsenale americano in termini di missili balistici imbarcati sui sommergibili rispetto al precedente Lockheed UGM-27 Polaris.

## Storia del progetto

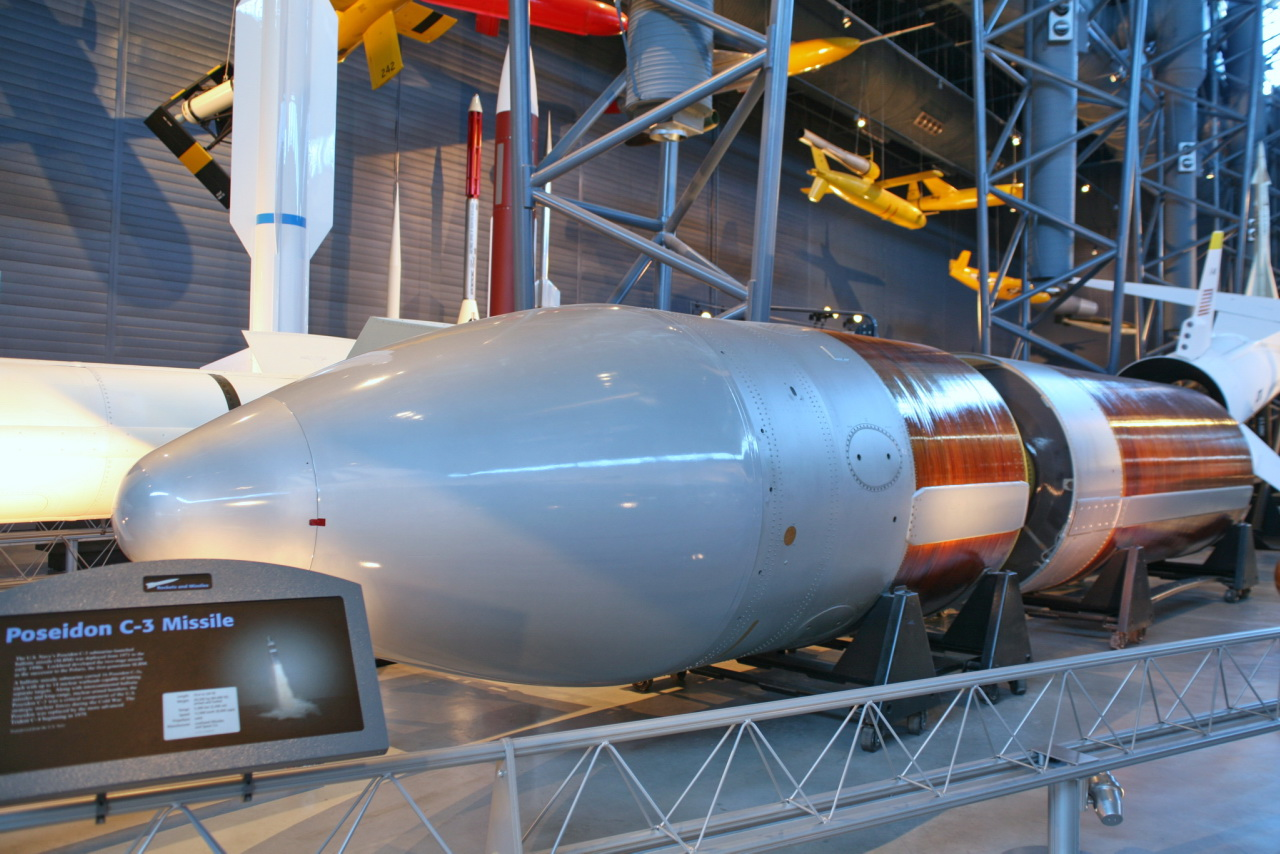
Un missile bistadio Poseidon C-3 esposto presso lo Steven F. Udvar-Hazy Center del National Air and Space Museum.

Nel 1963 l'US Navy lanciò un programma di sviluppo di un nuovo missile balistico destinato all'imbarco sui sommergibili nucleari lanciamissili Classi George Washington ed Ethan Allen, dotato di maggiore gittata rispetto al precedente Lockheed UGM-27 Polaris A-1 ed utilizzante gli esistenti tubi lanciamissili imbarcati. Denominato inizialmente Polaris B-3 nel novembre 1963, il nuovo ordigno fu successivamente designato Poseidon C-3 nel corso del 1965 al fine di evidenziare i progressi compiuti e le differenze tecnologiche adottate, ricevendo dall'US Navy la denominazione ufficiale di UGM-73. Nel novembre dello stesso anno fu deciso che il nuovo sistema d'arma sarebbe stato dotato di testate multiple indipendenti (MIRV), e tale decisione venne ufficialmente approvata dal Presidente degli Stati Uniti Lyndon B. Johnson due mesi dopo, il 18 gennaio 1966, al costo stimato di 2 miliardi di dollari. In quello stesso anno il Dipartimento della Difesa richiese di accelerare il più possibile lo sviluppo della nuova arma, il cui progetto era stato definitivamente approvato nell'ottobre 1965.
Il primo test fu effettuato da una piazzola di Cape Canaveral il 16 agosto 1968, e nel 1969 avvenne il primo di 17 lanci di prova effettuati della nave esperienze USNS Observation Island (T-AGM-23), mentre l'ultimo fu effettuato il 29 giugno 1970. Il primo lancio sperimentale, di tre, da un sottomarino fu effettuato il 3 agosto dello stesso anno dal sommergibile James Madison, e il nuovo sistema d'arma entrò ufficialmente in servizio il 31 marzo 1971, sostituendo progressivamente i Polaris A-2/3 su tutti i sottomarini classe Lafayette che ne erano equipaggiati.

## Tecnica

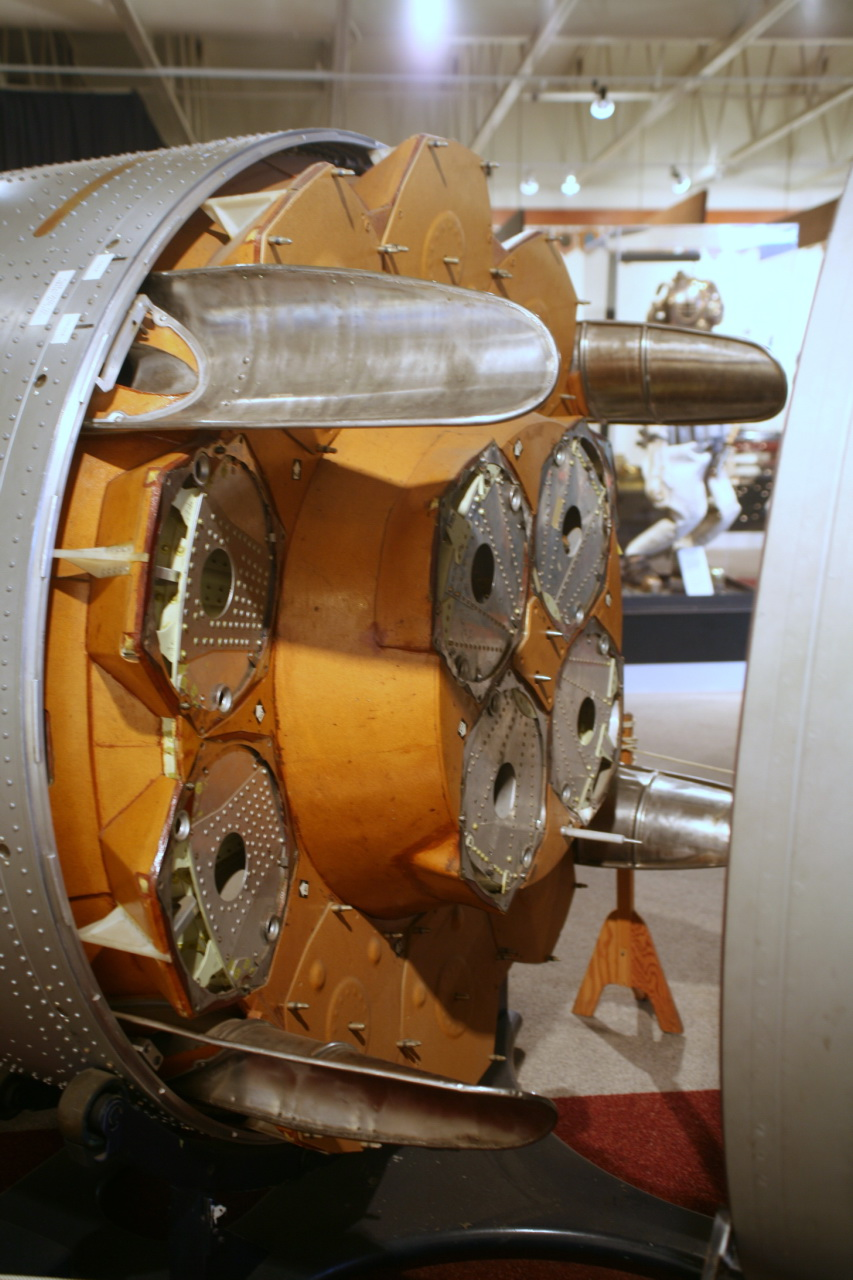
Particolare tecnico di un missile Poseidon C-3.

Prodotto dalla Lockheed Missiles and Space Company lo UGM-73 Poseidon C-3 era leggermente più lungo, e notevolmente più largo e pesante del predecessore Polaris A-3. Pur raggiungendo la stessa gittata (4 630 km), poteva trasportare un maggiore carico bellico, e disponeva di una maggiore precisione (CEP), pari a 532 m.
Il primo stadio a propellente solido era realizzato dalla Hercules e dalla Thiokol, mentre il secondo stadio, anch'esso a propellente solido, dalla Hercules. Come per il Polaris il lancio dal sommergibile avveniva a freddo, cioè espellendo il missile dal silos mediante un getto di aria compressa prima dell'accensione del motore del primo stadio a propellente solido. Il motore principale si avviava automaticamente quando il missile si trovava a 10 metri di quota al di sopra del sommergibile.
Il sistema di guida inerziale fu sviluppato dal Massachusetts Institute of Technology (MIT) e prodotto dalla General Electric in collaborazione con la Raytheon.
Il veicolo di rientro Mark 3 poteva trasportare da 10 a 14 testate nucleari W-68, ognuna del peso di 160 kg e della potenza di 50 kt. L'elevata velocità di rientro del veicolo Mark 3 gli permetteva di opporsi con successo ai sistemi missilistici ABM sovietici basati a terra.

## Impiego operativo
La prima crociera di pattugliamento operativo del nuovo missile, imbarcato a bordo dello SSBN-627 James Madison, iniziò il 31 marzo 1971.
Il Poseidon C-3 fu prodotto dal 1970 al 1978 in circa 620 esemplari, e venne imbarcato, dopo le opportune modifiche ai tubi di lancio ed al sistema di controllo del tiro, solo sui 31 sommergibili classe Lafayette, in quanto i cinque battelli classe George Washington e i cinque classe Ethan Allen richiedevano lavori di ammodernamento tali che il costo non si rivelava conveniente.

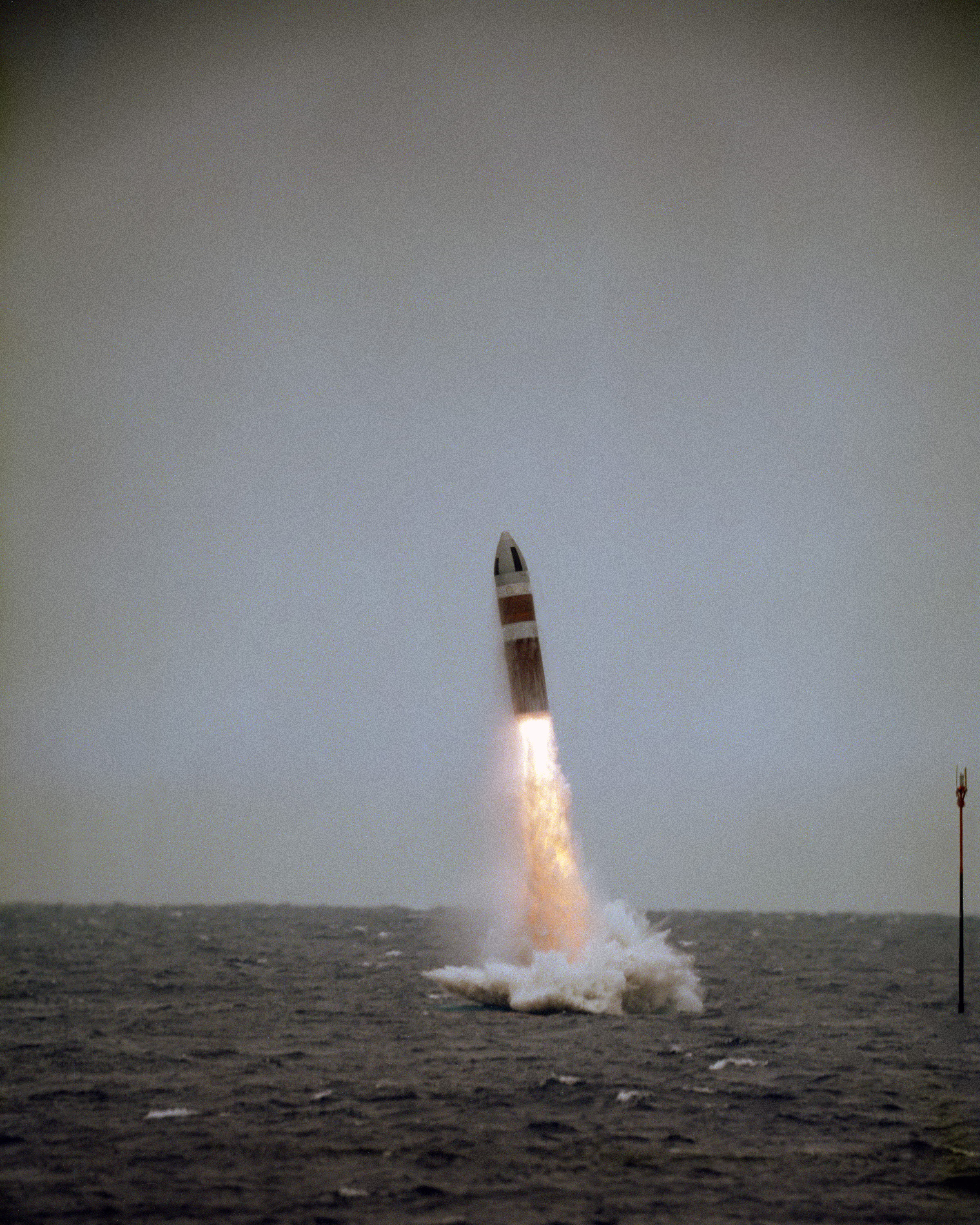
Lancio in immersione di un missile Poseidon C-3 dal sommergibile SSBN-659 Will Rogers avvenuto nel 1986.

I primi test di valutazione operativa (Operational Tests) effettuati nel 1972 non diedero risultati soddisfacenti, evidenziando problemi alle parti elettroniche e anche alle testate nucleari, alcune delle quali risultarono difettose al punto che non sarebbero esplose. I problemi furono poi confermati nei test operativi del marzo 1973, che portarono all'avvio di un programma di modifiche da installare sui missili in produzione. Il primo missile dotato delle nuove modifiche fu installato a bordo di una delle 21 unità classe Lafayette sottoposta al ciclo di grandi lavori per la sostituzione del combustibile nucleare del reattore. Tali lavori di ammodernamento terminarono nel corso del 1978.
Mai impiegato operativamente, il sistema d'arma incominciò ad essere sostituito dal più moderno UGM-96A Trident I C-4 a partire dal 1980, e l'ultima crociera operativa avvenuta a bordo del sommergibile SSBN-635 Sam Rayburn avvenne nel corso del 1987, dopo la firma del trattato SALT II. Il sistema d'arma Poseidon fu definitivamente radiato, con decisione presa dal Presidente George H.W. Bush il 27 settembre 1991, dopo il collasso dell'Unione Sovietica.
La precisione del Poseidon risultava solamente del 10% migliore rispetto a quella del precedente Polaris, ed era il risultato di una deliberata decisione del Dipartimento della Difesa americano di non sviluppare maggiormente il sistema di guida inerziale dell'arma. Le cariche nucleari di bassa potenza installate a bordo del missile vennero, probabilmente, adottate al fine di non utilizzare il Poseidon come arma di "primo colpo" ("first strike") contro le installazioni dette "rinforzate" esistenti in Unione Sovietica, ma di rappresaglia contro quelle più "morbide" (piste d'atterraggio degli aeroporti, siti radar, ecc.) al fine di facilitare il passaggio dei bombardieri pesanti Boeing B-52 Stratofortress e North American B-1A.

## Utilizzatori

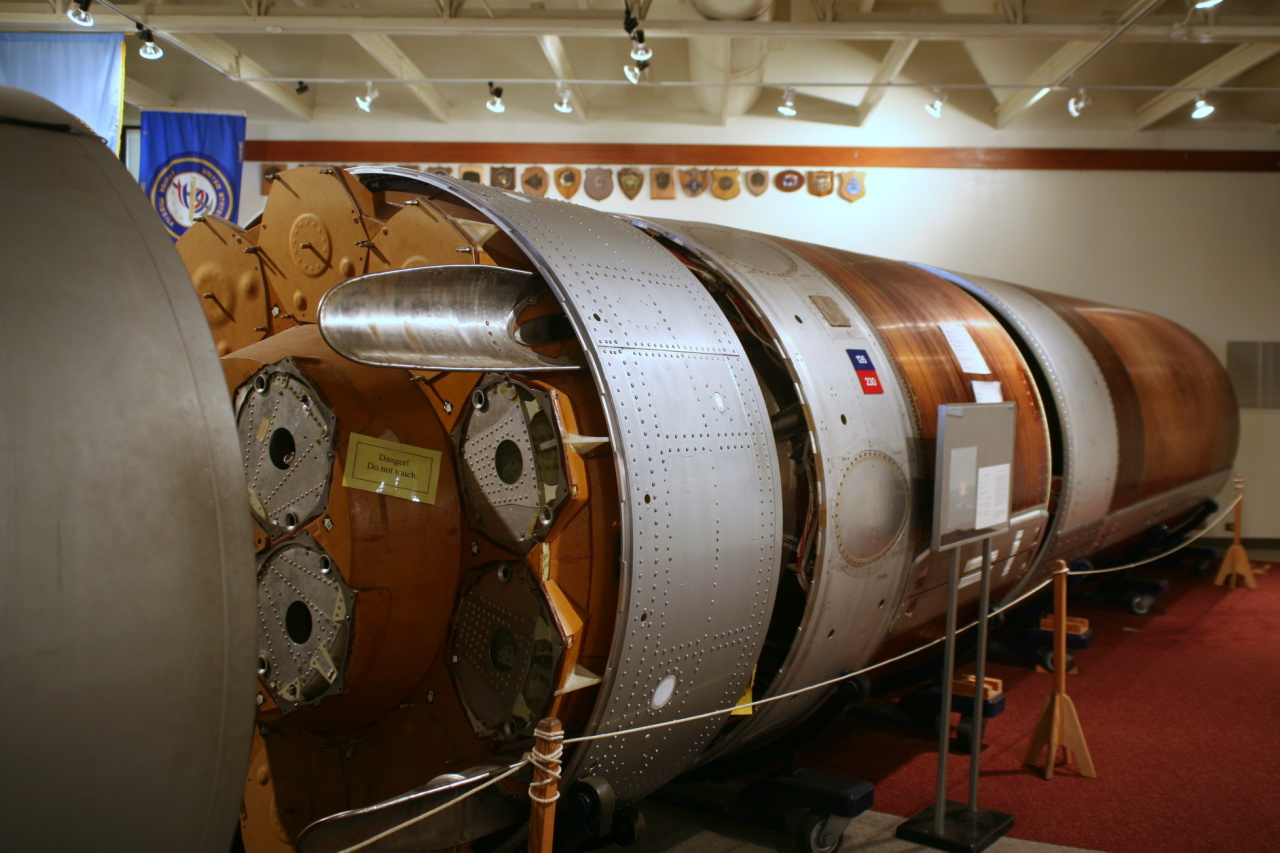
Particolari di missile Poseidon C-3 esposto didatticamente presso lo USS Bowfin Submarine Museum & Park. Si distinguono elementi elettronici, idraulici e propulsivi.

Stati Uniti
- United States Navy

### Annotazioni
1. ↑  la gittata minima era di 3 300 km con 14 testate, mentre quella massima raggiungeva i 5 550 km con 8 MIRV.
2. ↑  L'US Navy voleva un missile con gittata di 3.500 miglia, molto maggiore rispetto al Polaris A-1.
3. ↑  Il missile veniva espulso dal tubo di lancio tramite un getto di vapore ad alta pressione prodotto da una caldaia a combustibile solido.
4. ↑  Tali modifiche venivano effettuate durante il ciclo di lavori cui i sommergibili erano sottoposti per la sostituzione del combustibile nucleare del reattore.
5. ↑  Oltre ai problemi ai componenti elettronici, emersero lacune nell'assemblaggio del missile, ai cavi di connessione e al sistema di controllo del tiro.
6. ↑  I problemi alle testate W-68 vennero risolti entro la fine del 1974.
7. ↑  Più tardi tale strategia venne abbandonata a favore dell'utilizzo in tale ruolo dei missili da crociera General Dynamics BGM-109 Tomahawk, che potevano essere equipaggiati sia con testata convenzionale che con carica nucleare al neutrone.
8. ↑  Il bombardiere bisonico Rockwell B-1A non entrò mai in servizio operativo, sostituito successivamente da una versione con prestazioni ridotte prodotta dalla Rockwell, designata B-1B Lancer.